# فینیکس (نیویورک)
فینیکس (به انگلیسی: Phoenix) یک منطقهٔ مسکونی در ایالات متحده آمریکا است که در شهرستان آزویگو، نیویورک واقع شده‌است. فینیکس ۳٫۳۴ کیلومتر مربع مساحت و ۲٬۳۸۲ نفر جمعیت دارد و ۱۱۳ متر بالاتر از سطح دریا واقع شده‌است.